# Матаро
Матаро се налази у провинцији Барселона. Град лежи 30 km североисточно од Барселоне на обали Средоземља, главни је град каталонског округа Маресме и има 116.698 становника (2005) и површину од 22,53 km².
Град је ауто-путем и железницом изузетно добро повезан са Барселоном и осталим местима у области.

## Историја
Историја града почиње у доба Римљана. Римски назив за место био је Илуро. Године 1848. постављена је железница која је водила од Барселоне до Матароа. Овде је рођен архитекта Ђузеп Пуђ и Кадафалк (1867—1956).

## Становништво
Према процени, у граду је 2008. живело 119.780 становника.

| 1981.  | 1989.   | 1991.   | 2001.   | 2002.   |
| ------ | ------- | ------- | ------- | ------- |
| 97.008 | 101.510 | 101.510 | 106.358 | 106.358 |

## Партнерски градови
- Кретеј
- Корсико
- Cehegín
- Форт Лодердејл
- Дирнау
- Гамелсхаузен